# Robert Patrick
Robert Patrick (Marietta, Georgia, 5 november 1958) is een Amerikaans acteur. Patrick werd bekend na zijn rol als de T-1000 in de film Terminator 2 uit 1991. Het was de succesvolste film van dat jaar. Patrick speelde een robot die eruitziet als een mens, tegenover Arnold Schwarzenegger. Hij speelde vervolgens in diverse grote Hollywood-producties. In 2000 was hij te zien in een aantal afleveringen van de The Sopranos en van 2000 tot 2002 in seizoen acht en negen van The X-Files.
In 2005 had hij een rol in de film Walk the Line, die een Academy Award won. Daarnaast speelde hij dat jaar in de miniserie Elvis de vader van Elvis Presley. Tevens heeft Patrick een gastrol gehad in Stargate Atlantis, waar hij Kolonel Sumner speelde. Patrick speelde van 2006 tot en met 2009 in de actieserie The Unit.

## Privé
Patrick trouwde op 24 november 1990 met actrice Barbara Patrick. Ze hebben twee kinderen, een dochter genaamd Austin en een zoon genaamd Samuel. Patrick en zijn vrouw hebben meerdere keren samen geacteerd, bijvoorbeeld in Zero Tolerance en The X-Files.
Patrick is de broer van Richard Patrick, de zanger van de rockgroepen Filter en Army Of Anyone.

## Filmografie (selectie)
- 2022: Peacemaker - Auggie Smith
- 2017: Last Rampage: The Escape of Gary Tison – Gary Tison
- 2017: Edge of Fear – Jack Pryor
- 2014: Scorpion – Cabe Gallo
- 2013: Gangster Squad – Max Kennard
- 2012: Safe House – Daniel Kiefer
- 2011: S.W.A.T.:Firefight – Walter Hatch
- 2010: The Wrath of Cain – Gevangenisdirecteur Dean
- 2009: The Men Who Stare at Goats – Todd Nixon
- 2009: The Black Waters of Echo's Pond – Pete
- 2009: Lonely Street – Mr. Aaron
- 2009: Alien Trespass – Vernon
- 2008: Autopsy – Dr. David Benway
- 2008: Strange Wilderness – Gus Hayden
- 2008: Fly Me to the Moon – Louie (stem)
- 2007: Balls of Fury – Sgt. Pete Daytona
- 2007: Bridge to Terabithia – Jack Aarons
- 2006: We Are Marshall – Hoofdcoach Rick Tolley
- 2006: Firewall – Gary Mitchell
- 2006: Flags of Our Fathers – Kolonel Chandler Johnson
- 2006: The Marine – Rome
- 2006: The Unit – Colonel Tom Ryan
- 2005: Walk the Line – Ray Cash
- 2005: Elvis: The Early Years – Vernon Presley
- 2005: Supercross – Earl Cole
- 2005: The Fix – Shay Riley
- 2004: Bad Apple – Kolonel Tom Ryanmy 'Bells' Bellavita
- 2004: Stargate Atlantis – Kolonel Marshall Sumner
- 2004: Ladder 49 – Lenny Richter
- 2003: 1st to Die – Nicholas Jenks
- 2003: Charlie's Angels: Full Throttle – Ray Carter
- 2002: D-Tox – Noah
- 2002: Out of These Rooms – John Michael
- 2002: The Hire: Ticker – FBI-agent
- 2002: Pavement – Samuel Brown
- 2001: Spy Kids – Mr. Lisp
- 2001: Angels Don't Sleep Here – Rechercheur Russell Stark
- 2001: Backflash – Ray Bennett
- 2001: Texas Rangers – Sgt. John Armstrong
- 2000:All the Pretty Horses – Cole
- 2000: Mexico-Stad – Ambassadeur Mills
- 1999: From Dusk Till Dawn 2: Texas Blood Money – Buck
- 1999: Shogun Cop – Rechercheur
- 1999: A Texas Funeral – Zach
- 1998: The Faculty – Coach Joe Willis
- 1998: Ambushed – Shannon Herrold
- 1998: Perfect Assassins – Leo Benita
- 1998: Rogue Force – Jake McInroy
- 1998: Tactical Assault – Kolonel Lee Banning
- 1998: The Vivero Letter – James Wheeler
- 1997: Rosewood – Fanny's Lover
- 1997: Asylum – Nicholas Tordone
- 1997: Rag and Bone – Sgt. Daniel Ryan
- 1997: The Only Thrill – Tom McHenry
- 1997: Hacks – Goatee
- 1997: Cop Land – Jack Duffy
- 1996: Striptease – Darrell Grant
- 1996: T2 3-D: Battle Across Time – T-1000
- 1995: Zero Tolerance – Jeff Douglas
- 1995: Body Language – Delbert Radley
- 1995: Decoy – Travis
- 1994: Cool Surface – Jarvis Scott
- 1994: Double Dragon – Koga Shuko
- 1994: Hong Kong 97 – Reginald Cameron
- 1994: Body Shot – Mickey Dane
- 1993: Fire in the Sky – Mike Rogers
- 1993: Last Action Hero – T-1000
- 1992: Wayne's World – T-1000
- 1992: Broken – Agent
- 1991: Terminator 2: Judgment Day – T-1000
- 1990: Die Hard 2 – O'Reilly
- 1989: Hollywood Boulevard II – Cameraman
- 1987: Killer Instinct – Johnny Ransom
- 1986: Eye of the Eagle – Johnny Ransom
- 1986: Equalizer 2000 – Deke
- 1986: Future Hunters – Slade

- Bibsys: 11034325
- Biblioteca Nacional de España: XX1102508
- Bibliothèque nationale de France: cb140272142 (data)
- Gemeinsame Normdatei: 129792276
- International Standard Name Identifier: 0000 0001 1494 7797
- Library of Congress Control Number: no97067459
- Nationale Bibliotheek van Tsjechië: xx0067377
- Nationale bibliotheek van Australië: 41360743
- Nationale Bibliotheek van Israël: 987008729328305171
- Nationale Bibliotheek van Polen: a0000001712658
- Nederlandse Thesaurus van Auteursnamen: 412911736
- SNAC: w6q2468m
- Système universitaire de documentation: 132095459
- Virtual International Authority File: 85739690
- WorldCat: E39PBJk4FYXkcymmRqjMYVYVmd